# Qinghe (köpinghuvudort i Kina, Heilongjiang Sheng, lat 46,18, long 129,31)
Qinghe (kinesiska: 清河, 清河镇) är en köpinghuvudort i Kina. Den ligger i provinsen Heilongjiang, i den nordöstra delen av landet, omkring 210 kilometer öster om provinshuvudstaden Harbin. Antalet invånare är 16 868. Befolkningen består av 8 330 kvinnor och 8 538 män. Barn under 15 år utgör 14,0 %, vuxna 15-64 år 78 %, och äldre över 65 år 6,0 %.
Runt Qinghe är det ganska tätbefolkat, med 78 invånare per kvadratkilometer. Närmaste större samhälle är Dalianhe, 7,3 km öster om Qinghe. Trakten runt Qinghe består i huvudsak av gräsmarker.
Genomsnittlig årsnederbörd är 836 millimeter. Den regnigaste månaden är juli, med i genomsnitt 187 mm nederbörd, och den torraste är januari, med 7 mm nederbörd.